# Вендетта (фильм, 2015)
Вендетта (англ. Vendetta; в России фильм также известен как Кровная месть) — американский боевик от компании WWE.

## Сюжет
Мэйсон Дэнверс (Дин Кейн) — полицейский детектив из Чикаго. Однажды, он вместе с напарником Гайнером (Бен Холлингсворт) арестовывают двух опасных преступников, промышляющих рэкетом, убийствами и продажей наркотиков — братьев Эббот. Виктор Эббот (Пол «Биг Шоу» Уайт) обещает Дэнверсу расквитаться с ним. Через три месяца братьев отпускают за неимением доказательств. Мэйсон, узнав об этом, звонит своей жене (Кира Загорски), однако с ужасом понимает, что трубку снял Виктор. Дэнверс мчится домой, а Эббот до смерти забивает его жену. Гайнер и Дэнверс снова арестовывают Виктора, на этот раз он попадает в тюрьму.
Несмотря на то, что убийца за решёткой, Мэйсон решает восстановить правосудие, убив брата Виктора — Гриффина Эббота (Алекс Паунович). Мэйсон сдаётся полиции и попадаёт в тюрьму «Stonewall», где также отбывает наказание Виктор Эббот. Кроме того, многие заключённые, попавшие в тюрьму по вине Дэнверса, желают ему отомстить.

## В ролях
| Актёр                | Роль                                     |
| -------------------- | ---------------------------------------- |
| Дин Кейн             | детектив Мэйсон Дэнверс                  |
| Пол «Биг Шоу» Уайт   | Виктор Эббот                             |
| Кира Загорски        | Джоселин Дэнверс, жена Мэйсона           |
| Майкл Эклунд         | начальник тюрьмы Снайдер                 |
| Бен Холлингсворт     | Джоэл Гайнер, напарник Мэйсона           |
| Джонатан Ллойд Уокер | надзиратель Лестер                       |
| Мэттью МакКоулл      | надзиратель Бен Уилсон, помогает Мэйсону |
| Алекс Паунович       | Гриффин Эббот, брат Виктора              |
| Хуан Ридингер        | заключённый Букер                        |
| Эдриан Холмс         | заключённый Дрексел                      |